# Phong Khởi Thương Lam
Phong Khởi Thương Lam (风起苍岚) là một bộ truyện manhua được sáng tác bởi tác giả Cổ Hiên, minh họa bởi Tùng Thử 200. Chương đầu của bộ truyện, [Thương Lam chi đỉnh; 苍岚之嵿],được cập nhật tiếng Việt vào 16/03/2015.

## Nội dung
Phong Khởi Thương Lam kể về thiếu nữ mười sáu tuổi Phong Luyến Vãn bản tính thông minh lanh lợi vô cùng yêu thích việc chơi game đồ họa. Một hôm, nàng vô tình gặp nạn rơi vào chính game mà mình đang chơi, dù có cố gắng mở hệ thống nhưng không thể thoát ra ngoài. Dần dần, nàng nhận ra thế giới game này thực ảo đan xen, không thể nhận định rõ, bản thân cũng trở thành một nhân vật trong câu chuyện. Ở đây, Phong Luyến Vãn bắt đầu quen biết nhiều nhân vật trong bối cảnh " Lam Uyên Đại lục" và lĩnh hội nhiều được bài học đắt giá.
Câu chuyện lấy bối cảnh tu chân giới.

## Nhân vật
| Tên nhân vật                   | Môn phái                                          | Giới thiệu nhân vật |
| ------------------------------ | ------------------------------------------------- | --- |
| Phong Luyến Vãn (风恋晚)       | Huyền Tịch tông (玄寂宗) Lang Gia thành (鋃捓城)  | Nguyên bản là thiếu nữ mười sáu tuổi ở thời hiện đại, đột ngột gặp sự cố rơi vào thế giới game, trở thành một nhân vật trong đó. Tính tình cổ quái âm tà, lanh lợi hoạt bát, có nhiều thủ đoạn, mặt dày vô sỉ, yêu thích lợi lộc. Gặp quân tử tỏ ra quân tử, gặp tiểu nhân quyết làm tiểu nhân, ăn miếng trả miếng. Có ý chí sinh tồn rất cao, ưa thích sự cường đại, phóng khoáng, muốn ở đỉnh cao mà không ai có thể xâm phạm tới. Là một nữ nhân thông minh, biết tiến biết lùi, song không đề phòng mà rơi vào kế hoạch của Tang Nhiễm, kết quả đan điền vỡ nát, kinh mạch hủy hết, sư phụ vì nàng mà hi sinh không thể luân hồn. Quyết ý muốn trả thù, Phong Luyến Vãn đã không còn coi đây là thế giới game nữa, nàng nghiêm túc muốn tập luyện, rèn giũa bản thân, trở thành một người mạnh mẽ.                                                                                        |
| Nhan Mạc Qua (颜漠戈)          |                                                   | Thượng cổ thần tôn, là khế ước giả đồng tâm của Phong Luyến Vãn. Khí thế bức người, vẻ ngoài tuyệt đại, là một trong hai kẻ mạnh nhất thế gian. Bởi vì quá cường đại, Nhan Mạc Quan hoàn toàn có tư cách ngông cuồng bá đạo, tự coi mình là chân lý, chỉ có Thiên đế Văn Nhân Túy mới là đối thủ. Hàng vạn năm trước, Nhan Mạc Qua đã cùng Thiên đế thư hùng một trận, kết quả cả hai đều mất đi hồn thể. Thần tôn phải cư ngụ trong Ẩn sát của Phong Luyến Vãn, tức là hai linh hồn trong một thân thể. Khi Phong Luyến Vãn gặp bất trắc, Nhan Mạc Qua sẽ hiện ra giải quyết mọi việc. Sau sự việc Tang Nhiễm khiến Ẩn sát vỡ nát, Nhan Mạc Qua chính thức xuất hiện, trở thành thầy dạy giúp Phong Luyến Vãn mạnh mẽ hơn, cả hai cũng tìm được sự đồng cảm và gần gũi khi ở bên cạnh nhau.                                                                                                  |
| Hàn Ảnh Trọng (寒影重)         | Huyền Tịch tông (玄寂宗)                          | Chưởng môn đệ tử của Huyền Tịch Tông, cũng là đệ tử duy nhất của Từ Ninh chân nhân. Một tu sĩ mình đầy chính khí với quá khứ đau thương tang tóc. Dung mạo đẹp đẽ, lạnh lùng như băng, trong mình mang Băng linh căn- chính là tư chất thiên tài trăm năm có một,lấy thiên hạ làm trọng, thề rằng sẽ trở nên mạnh mẽ để báo thù cho song thân. Hàn Ảnh Trọng là người cứu và đưa Phong Luyến Vãn về Huyền Tịch tông, cùng Phong Luyến Vãn có mối quan hệ phức tạp. Bản thân nội tâm Hàn Ảnh Trọng cũng rất phức tạp, tính tình lại cẩn mật xa cách, đến nỗi Phong Luyến Vãn phải gọi hắn là " Mặt quan tài". Ngoại truyện về Hàn Ảnh Trọng được tác giả Cổ Hiên đặc biệt viết, có tên [Hàn Ảnh Khổng Tâm Lệ Thủy Tẫn], qua đó có nói rõ về quá khứ và sự trưởng thành của Hàn Ảnh Trọng. |
| Mộc Khinh Ưu (沐轻忧)          | Huyền Tịch tông (玄寂宗)                          | Thủ tọa Dược các trong Huyền Tịch Tông, địa vị vạn người kính nể, có câu: " Thà đắc tội với Tông chủ còn hơn đắc tội với Mộc Trưởng lão." Tam giai Luyện Đan Sư thiên tư trác tuyệt, từng khiến quán quân Lang Gia Thành trăm năm trước phải đập vỡ lò đan rồi thề không luyện đan nữa.Tiền Môn Chủ của Đan Sư Môn Sư phụ của Phong Luyến Vãn, từng nói cả đời này chỉ nhận một mình nàng làm đệ tử. Hắn đối với Phong Luyến Vãn tình nghĩa sâu đậm, vì nàng mà đi vào cửa Tử, để lại cho nàng cửa Sinh. Hắn đi rồi, vẫn không an tâm mà hồn phách hiện về lần cuối, nhắc nàng nhất định phải bước tiếp trên con đường dài này. Phong Luyến Vãn mang theo chấp niệm trả thù cho hắn mà quăng thân vào luyện tập, không ngày nào được yên lòng. |
| Văn Nhân Túy (闻人醉)          | Cửu Trùng Thiên (九重天)                          | Đế vương trên Cửu Trùng Thiên. Cùng Phong Luyến Vãn có nhiều uẩn khúc sâu xa. Chịu trách nhiệm bảo vệ và rèn luyện cho huyết mạch là Dưa Hấu, để hắn sớm ngày phi thăng Thiên giới. Dung nhan cao quý, hoa lệ, sức mạnh cường đại, chỉ có Nhan Mạc Qua mới là đối thủ. Cứu Phong Luyến Vãn nhiều lần. Sau trận chiến nhiều năm trước, phải tồn tại dưới dạng linh thức, thi thoảng lấy thân thể Dưa Hấu ra để hiện hình. |
| Dưa Hấu (西瓜)                 | Huyền Tịch tông (玄寂宗) Cửu Trùng Thiên (九重天) | Vốn là một con chim, béo quay béo cút hiện ra từ trứng có sẵn trong hệ thống của Phong Luyến Vãn. Dưa Hấu là cái tên tiểu Vãn đặt cho hắn. Thực ra hắn là huyết mạch chân chính của [Khổng Tước Minh vương tộc] ở trên Cửu Trùng Thiên, cao quý vô song. Hay cãi nhau với Phong Luyến Vãn, nhận xét thủ đoạn của Phong Luyến Vãn là siêu cấp vô sỉ. Vì cứu Phong Luyến Vãn mà đổi một lời hứa với Tiên đế, tự nhắc bản thân sẽ mạnh hơn để bảo vệ nàng. |
| Bách Lý Không Thành (百里空城) | Huyền Tịch tông (玄寂宗)                          | Thiếu chủ của Bách Lý thế gia trên Thương Kỳ đại lục. Gia nhập Huyền Tịch Tông với mục đích không rõ ràng. Trên người có tư chất Lôi Linh căn thiên tài, tham gia Kiếm Linh phong và trở thành đồng môn với Hàn Ảnh Trọng. Hắn hành sự bí ẩn, không thông tin nào là không nắm rõ. Đối với Tiểu Vãn hay cãi nhau nhưng thực ra luôn quan tâm lo lắng cho nàng. Cuối cùng bị Tang Nhiễm đe dọa tính mạng của trăm tộc nhân Bách Lý gia, cắn răng phản bội Phong Luyến Vãn. Muốn đem Phong Luyến Vãn về Bổn gia cứu chữa nhưng bị nàng cự tuyệt rồi nhảy xuống vực sâu ngay trước mắt hắn. |
| Túc Vị Ly (夙未罹)             | Huyền Tịch tông (玄寂宗)                          | Xuất hiện từ những chương đầu tiên, là thân đệ của Hàn Ảnh Trọng, nghịch đồ của Huyền Tịch Tông. Trong lúc hắn và Hàn Ảnh Trọng đang giằng co thần kính thì không may để thần kính nhập vào Phong Luyến Vãn. Sau này là Ma chủ của Ma giới cao cao tại thượng. Ghi hận Phong Luyến Vãn năm xưa lột sạch đồ của mình rồi treo trên cây vẽ rùa, luôn tìm kiếm nàng. Kết quả trùng phùng với nàng dưới hình dạng một bà lão. Có huyết hải thâm thù với Cố Quỳnh. |
| Tang Nhiễm (桑冉)              | Huyền Tịch tông (玄寂宗)                          | Lấy thân phận thứ nữ Tang gia để gia nhập Huyền Tịch Tông, tính tình nhút nhát, hay sợ sệt, thường bị bắt nạt. Mỗi lần nàng gặp chuyện đều là Phong Luyến Vãn ra tay cứu giúp. Sau này trở thành đồ đệ của Trận Linh phong Tế Ninh chân nhân, được khen ngợi là có tài trận pháp. Biến cố ập đến, trong bí cảnh bao nhiêu đệ tử bị sát hại, Hàn Ảnh Trọng trúng phệ tâm mộng dẫn, Nộ Diễm Tình bị nghi ngờ, Mộc Khinh Ưu một mình đi vào cửa Tử, Phong Luyến Vãn nhảy từ vực thẳm xuống, đan điền vỡ nát, kinh mạch hủy hết, thân tàn ma dại.....đều là do Tang Nhiễm một tay sắp đặt. Giờ đây nàng trở thành Chưởng môn đệ tử của Huyền Tịch Tông, là kẻ thủ ác mà Phong Luyến Vãn muốn tiêu diệt nhất. Tang Nhiễm tâm cơ thâm sâu hiểm độc, lại lộ thân phận là thiếu chủ của Đông Hoàng tộc ở Thương Kỳ Đại lục, hậu thuẫn kinh người, Phong Luyến Vãn nhất thời thoái lui không động tới. |
| Tiểu Lâm (小林)                | Huyền Tịch tông (玄寂宗)                          | Hạc trắng, thân cận bên cạnh Mộc Khinh Ưu. Lúc đầu không ưa Phong Luyến Vãn nhưng cuối cùng bị nàng thu phục. Sau này vì cứu Phong Luyến Vãn thoát khỏi kiếp nạn mà bị Tang Nhiễm dùng Tàn Kim Phược Yêu Tỏa trói chặt, mất đi linh trí, bay đi mất. Hiện tại đang ở chỗ cha mẹ và đang tu luyện lại từ đầu. Tiểu Lâm được Phong Luyến Vãn tặng nhiều đan dược giúp việc tu luyện trở lên dễ dàng hơn. |
| Ế Vũ Phi Táng (翳羽绯葬)       | Lang Gia thành (鋃捓城)                           | Thành chủ của Lang Gia thành, trước nay là thân tín của Thiên đế Văn Nhân Túy. Nhan sắc kinh diễm động lòng người, một khi đã ra tay cả thiên hạ chao đảo, tuy có hơi điên rồ nhưng cả một đời đều vì Văn Nhân Túy. Trước khi vũ hóa hắn giao Lang Gia thành lại cho Phong Luyến Vãn vì nàng là chủ nhân của Dưa Hấu. |
| Bạc Miên (泊眠)                | Lang Gia thành (鋃捓城)                           | Thân tín của Ế Vũ Phi Táng, yêu Phi Táng vô điều kiện. Sau này bảo hộ thành chủ mới là Phong Luyến Vãn. |
| Từ Ninh Chân nhân (慈宁真人)   | Huyền Tịch tông (玄寂宗)                          | Một trong các thủ tọa của Huyền Tịch tông, sư phụ và là người cứu mạng Hàn Ảnh Trọng. Tính tình nghiêm khắc, ra tay hiểm độc, vì quá cố chấp mà không phân biệt phải trái đúng sai. |
| Cố Quỳnh                       |                                                   | Huyết Ma quân của Ma giới, là người Túc Vị Ly vô cùng căm hận, nhưng lại yêu Túc Vị Ly vô cùng. |
| Cát Lão sư                     |                                                   | Sư phụ đầu tiên của Phong Luyến Vãn, lương y như từ mẫu, lại bị Phong Luyến Vãn xoay như chong chóng. Là một luyện đan sư nắm trong tay bí kíp thất truyền. |